# 3-Méthyluridine
La 3-méthyluridine (m3U) est un nucléoside dont la base nucléique est le 3-méthyluracile, un dérivé méthylé de l'uracile, l'ose étant le β-D-ribofuranose. Elle est présente naturellement dans certains ARN ribosomiques. La présence du groupe méthyle sur l'atome d'azote 3 rend impossible la formation d'une paire de bases.